# Лауаки, Сионе
Сионе Ту’итупу Хеимоана Лауаки (англ. Sione Tu'itupu Heimoana Lauaki; 22 июня 1981 — 12 февраля 2017) — новозеландский регбист тонганского происхождения, выступавший на позиции нападающего третьей линии (фланкера и восьмого). Брат игрока в регбилиг Эпалахаме Лауаки.

## Ранние годы
По происхождению тонганец. Учился в колледже Уаитакере (Окленд), за команду колледжа дебютировал в 1998 году. Позже учился в Келстонской школе для мальчиков, играл за её команду. В 2003 году в составе клуба «Уаитемата» из Западного Окленда выиграл Щит Галлахера (главный приз чемпионата Окленда). Он стал четвёртым игроком клуба «Уаитемата», который сумел пробиться в сборную Новой Зеландии (до него были Эдриан Кларк, Кен Каррингтон и Майкл Джонс).

## Профессиональная карьера

### Клубная
За команду Окленда в Национальном чемпионате провинций Лауаки провёл три матча в 2002 году, а в 2003 году сыграл ещё 12 встреч, выходя в 11 из них на замену. В 2004 году сорвался его переход в «Блюз», вследствие чего он перешёл в «Чифс»: по иронии судьбы, в матче против «Блюз» именно прорыв Лауаки принёс команде «Чифс» победу в конце встречи. За «вождей» выступал в Супер 14 вплоть до 2010 года, отыграв 70 встреч и занеся 14 попыток. С 2005 года играл за команду Уаикато в Национальном чемпионате провинций; в ходе сезона Супер 14 2006 года получил травму и выбыл из строя надолго.
С сезона 2010/2011 играл в чемпионате Франции за «Клермон Овернь», позже выступал в сезоне 2011/2012 за «Авирон Байонне». Карьеру завершил в 2012 году по состоянию здоровья после того, как у него диагностировали серьёзные проблемы сердечно-сосудистой системы и заболевание почек.

### В сборных
В 2001—2002 годах Лауаки призывался в сборную Новой Зеландии до 21 года. В 2004 году Лауаки сыграл 3 матча за сборную «Пасифик Айлендерс» против Австралии, Новой Зеландии и ЮАР, занеся по попытке в каждой из этих официально признанных игр. Вместе с Ситивени Сививату он стал одним из двух игроков «Пасифик Айлендерс», позже пробившихся в сборную Новой Зеландии.
Его дебют за «Олл Блэкс» состоялся 10 июня 2005 года против Фиджи в Олбани, когда Лауаки вышел на поле вместо Ричи Маккоу во втором тайме. В том же году он участвовал матчах против «Львов» в их новозеландском турне: в первых двух встречах он выходил на замену, а в третьей в связи с травмой Маккоу вышел в стартовом составе на позицию восьмого, но был заменён во втором тайме. В том же году сыграл заключительный матч Кубка трёх наций против Австралии на «Иден Парке», затем провёл тест-матчи в Дублине против Ирландии и в Эдинбурге против Шотландии.
В 2006 году из-за травмы, полученной в ходе Супер 14, Лауаки пропустил весь сезон. Через год он сыграл четыре матча группового этапа на чемпионате мира 2007 года (стартовый состав против Португалии и Румынии, выход на замену против Италии и Шотландии), а его команда вылетела в четвертьфинале (в том матче против Франции он не играл). Последнюю игру провёл 3 сентября 2008 года против Самоа в Нью-Плимуте; в предпоследнем матче в Сиднее против Австралии 26 июля именно его ошибки привели к тому, что новозеландцы проиграли 19:34. В итоге в заключительных матчах года он не выступал.
В 2009 году Лауаки играл за вторую сборную «Джуниор Олл Блэкс» на Кубке тихоокеанских наций, но в основную сборную не вернулся. Итогом его карьеры в сборной Новой Зеландии стали 17 матчей и 15 очков, набранные благодаря трём попыткам.

## После карьеры
12 февраля 2017 года Лауаки скончался после болезни, вызванной серьёзными проблемами с сердцем и почками.

## Стиль игры
Играя на позиции левого фланкера и восьмого, Лауаки по стилю напоминал таких форвардов третьей линии, как Кел Тремейн, Ян Киркпатрик, Уэйн Шелфорд или Зинзан Брук. В то же время очень часто он выступал не на высоком уровне, допуская грубые ошибки и не соблюдая дисциплину как на поле, так и вне поля. Считается, что это не позволило ему раскрыть свой потенциал до конца.